# Мовчан Вікторія Вікторівна
Вікторія Вікторівна Мовчан — старший солдат Збройних сил України, відзначилася у ході російського вторгнення в Україну.

## Нагороди
- орден «За мужність» III ступеня (2022, посмертно) — за особисту мужність і самовіддані дії, виявлені у захисті державного суверенітету та територіальної цілісності України, вірність військовій присязі.